# Erebia pawlowskyi
Erebia pawlowskyi är en fjärilsart som beskrevs av Ménétriés 1859. Erebia pawlowskyi ingår i släktet Erebia och familjen praktfjärilar. Inga underarter finns listade i Catalogue of Life.